# Wanna Buy a Bridge?
《Wanna Buy a Bridge?》는 1980년 잉글랜드의 레이블 러프 트레이드가 미국에 발매한 컴플레이션 음반이다. 미국에 진출한 러프 트레이드가 레이블의 라인업을 미국인들에게 보여주기 위해 발매한 것으로, 러프 트레이드 소속의 밴드들이 발매한 싱글로 구성되어 있다.

## 반응
| 전문가 평가      | 전문가 평가 |
| 평가 점수        | 평가 점수   |
| 출처             | 점수        |
| ---------------- | ----------- |
| AllMusic         | [ 2 ]       |
| Robert Christgau | A           |
| Sounds           | [ 4 ]       |

뉴욕 타임스는 "영국의 '언더그라운드' 록의 다양성과 활력을 가장 뛰어나게 소개"했다며 "여섯 밴드는 여성이 포함되어 있고, 대부분이 불협화음과 불규칙한 리듬을 다루지만, 유사성은 거기서 끝난다"라고 호평했다. 로버트 크리스트가우는 A로 평가하며 음반을 "훌륭하다"라고 언급했으며, 올뮤직의 토드 크리스텔은 "전반적으로 포스트펑크 음아긍로 구성된 최고의 싱글 모음집일 수 있다"라고 평했다. 피치포크의 마크 리처드슨은 훗날 이 음반을 두고 "음반사의 컴필레이션이 실제 그 자체로 고전이 되는 것"의 주요 사례라고 설명했다.

## 트랙 리스트
| #  | 제목                       | 밴드                  | 재생 시간 |
| -- | -------------------------- | --------------------- | --------- |
| 1. | 〈Alternative Ulster〉     | 스티프 리틀 핑거스    | 2:43      |
| 2. | 〈Mind Your Own Business〉 | 델타 5                | 3:45      |
| 3. | 〈Man Next Door〉          | 슬리츠                | 3:35      |
| 4. | 〈Aerosol Burns〉          | 에센셜 로직           | 2:50      |
| 5. | 〈Part Time Punks〉        | 텔레비전 퍼스널리티스 | 2:36      |
| 6. | 〈Read About Seymour〉     | 스웰 맵스             | 1:27      |
| 7. | 〈We Are All Prostitutes〉 | 팝 그룹               | 3:11      |

| #            | 제목                   | 밴드             | 재생 시간 |
| ------------ | ---------------------- | ---------------- | --------- |
| 1.           | 〈Soldier Soldier〉    | 스피즈에너지     | 3:48      |
| 2.           | 〈Ain't You〉          | 클리닉스         | 3:02      |
| 3.           | 〈Nag Nag Nag〉        | 카바레 볼테르    | 4:32      |
| 4.           | 〈In Love〉            | 레인코츠         | 3:11      |
| 5.           | 〈Final Day〉          | 영 마블 자이언츠 | 1:20      |
| 6.           | 〈Skank Bloc Bologna〉 | 스크리티 폴리티  | 5:54      |
| 7.           | 〈At Last I Am Free〉  | 로버트 와이어트  | 3:20      |
| 총 재생 시간 | 총 재생 시간           | 총 재생 시간     | 45:14     |